# Condado de Wheeler (Georgia)
El condado de Wheeler (en inglés: Wheeler County), fundado en 1912, es uno de 159 condados del estado estadounidense de Georgia. En el año 2000, el condado tenía una población de 6,179 habitantes y una densidad poblacional de 8 personas por km². La sede del condado es Alamo.

## Geografía
Según la Oficina del Censo, el condado tiene un área total de 777 km² (300 mi²), de la cual 771 km² (297,7 mi²) es tierra y 6 km² (2,3 mi²) (0.81%) es agua.

### Condados adyacentes
- Condado de Treutlen (norte)
- Condado de Montgomery (este)
- Condado de Jeff Davis (sureste)
- Condado de Telfair (suroeste)
- Condado de Dodge (oeste)
- Condado de Laurens (noroeste)

## Demografía
Según el censo de 2000, había 6,179 personas, 2011 hogares y 1.395 familias que residían en el condado. La densidad de población fue de 21 personas por milla cuadrada (8/km ²). Había 2.447 viviendas en una densidad promedio de 8 por milla cuadrada (3/km ²). La composición racial del condado era del 64,56% blancos, 33,18% negros o afroamericanos , 0,13% amerindios, el 0,10% asiáticos, 1,25% de otras razas, y, 0,79% de dos o más razas. 3,54% de la población eran hispanos o latina de cualquier raza.
Había 2011 viviendas de las cuales 32,60% tenían niños bajo la edad de 18 años, 52,10% eran parejas casadas viviendo juntas, el 13,00% tenían a una mujer divorciada a la cabeza de la familia y el 30.60% no eran familias. El 27,80% de todas las viviendas estaban compuestas de individuos y el 14.80% tenían a alguna persona anciana de 65 años de edad o más. El tamaño del hogar promedio era de 2,54 y el tamaño promedio de una familia era de 3,08.
El ingreso medio para una vivienda en el condado era de $24.053, y la renta media para una familia era de $29.696. Los hombres tenían unos ingresos medios de 27.203 dólares versus $22.679 para las mujeres. La renta per cápita del condado era de $13.005. Alrededor del 21,60% de las familias y el 25,30% de la población estaban por debajo de la línea de pobreza, incluidos al 30,20% de menores de 18 años y 26,70% mayores de 65 años.

## Transporte

### Principales carreteras
- U.S. Route 280
- U.S. Route 441
- Ruta Estatal de Georgia 19
- Ruta Estatal de Georgia 46

## Localidades
- Alamo
- Glenwood